# Donald Mennie

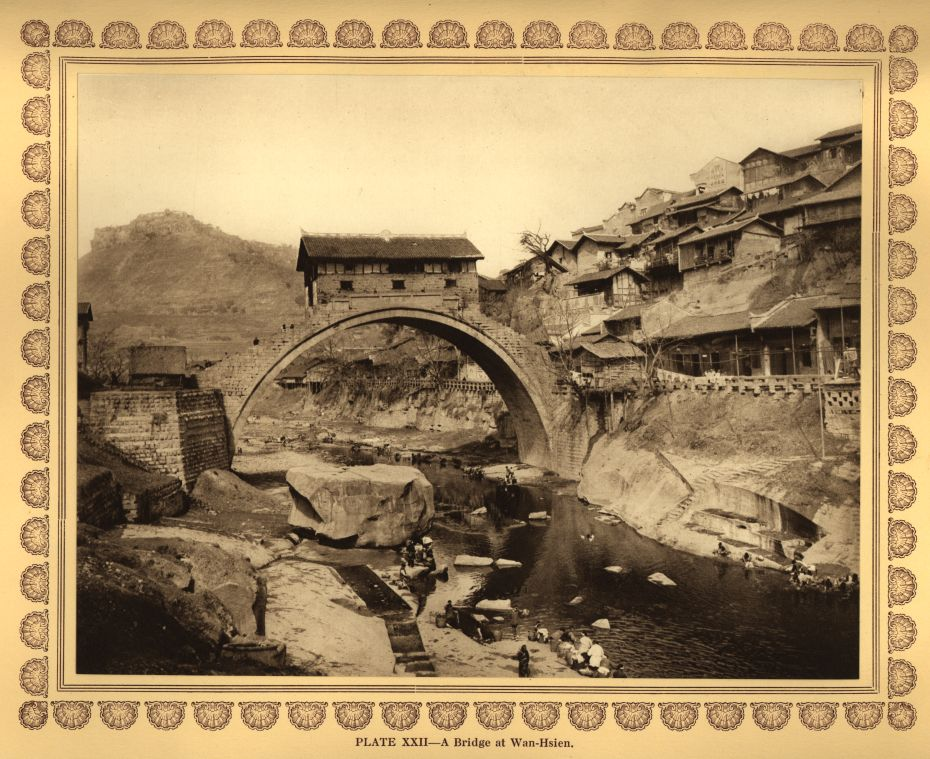
A Bridge at Wan-Hsien, fotoincisione di Donald Mennie (before 1926)

Donald Mennie (Golspie, 9 marzo 1875 – Shanghai, 10 gennaio 1944) è stato un imprenditore e fotografo scozzese.
Sulla data di nascita c'è chi riporta l'anno 1876.

## Biografia
Figlio di Adam, un farmacista, e di Barbara Macleod, aveva due fratelli, James, il maggiore, e Adam, il minore. Oltre a queste informazioni sappiamo poco della sua vita giovanile: il padre morì nel 1889, Mennie studiava chimica a Golspie. Non conosciamo i motivi che lo portarono in Cina, si suppone che vi sia arrivato nel 1899.
Si impiegò come assistente presso la ditta Mactavish & Lehman & Co. a Pechino (Beijing) e successivamente nell'azienda A.S. Watson Group a Shanghai, di cui divenne amministratore delegato. A.S. Watson Group è divenuta negli anni 2000 il più grande gruppo di vendita di prodotti di bellezza, profumi e cosmetici del mondo con oltre tre miliardi di clienti. Nel 1934 A.S. Watson Group era un rivenditore di prodotti chimici e apparecchi fotografici, sigari, vino e liquori sia all'ingrosso che al dettaglio. Come uomo d'affari, Mennie fu un importante imprenditore dal 1920 fino alla sua morte.
Le prime immagini fotografiche note sono le illustrazioni del libro Il giardino cinese della Nobile Kwei-Li del 1914, le lettere che scrisse alla suocera e al marito, governatore della provincia di Shanghai, testi raccolti e tradotti da Elizabeth Cooper.
Sembra che Mennie abbia utilizzato un sistema che, ai suoi tempi, era ormai considerato vecchio e superato come il collodio umido. Per la gran parte delle sue fotografie utilizzò anche e soprattutto la fotoincisione che, per la propria tendenza culturale verso il pittorialismo, gli consentivano di ottenere toni morbidi e sfumati nelle immagini di paesaggi esotici come la Grande muraglia, i palazzi antichi, le carovane polverose, immagini rurali. Alcune di queste fotografie furono colorate a mano. Stampò alcuni volumi con queste immagini tra il 1914 e il 1927: The Pageant of Peking (1920), Glimpses of China (forse nel 1920), North and South: Picturesque China (1922), The Great River: The story of a voyage on the Yangtze Kiang di Gretchen Fitkin (1922), The Grandeur of the Gorges (1926) con immagini del fiume Yangtze Kiang.
Morì nel 1944 nel sanatorio Lunghua Country Sanatorium di Shanghai, dove era stato ricoverato nel marzo 1943 da parte dell'esercito giapponese che aveva invaso la Cina, come riferisce lo storico Greg Leck secondo cui il nome di Mennie compare in un elenco di ricoverati britannici.